# Zdena Smolová
Zdena Smolová (även Zdeňka, gift Fleischerová), född 17 april 1908 i Brno, region Jihomoravský kraj i dåvarande Österrike-Ungern; död 25 november 1964 i Bojkovice, Zlínský kraj, Tjeckoslovakien; var en tjeckoslovakisk friidrottare med hoppgrenar som huvudgren. Smolová var en pionjär inom damidrott, hon var världsrekordhållare i stafettlöpning, tjeckoslovakisk mästare och blev medaljör vid damolympiadener 1926 och 1931.

## Biografi
Zdena Smolová föddes i Brno i sydöstra Tjeckien, under ungdomstiden var hon aktiv friidrottare och gick senare med i idrottsföreningen "AC Moravská Slavia Brno". Hon tävlade främst i längdhopp men även i höjdhopp och kortdistanslöpning.
1924 deltog Smolová vid sina första tjeckoslovakiska mästerskapen (Mistrovství ČSR) 19–20 juli i Prag, hon tog silvermedalj i stafettlöpning 4 x 75 meter och svensk stafett, höjdhopp meter och bronsmedalj i stående höjdhopp. Senare samma år satte hon även tjeckoslovakiskt nationsrekord i höjdhopp.
Den 12 juli 1925 satte hon världsrekord i stafettlöpning 4 x 75 meter för landslag (med Miloslava Havlíčková, Kamila Olmerová, Mária Vidláková och Zdena Smolová som fjärde löpare) vid tävlingar i Ljubljana.
Senare samma år tog Smolová sin första tjeckoslovakiska mästartitel (Mistryně republiky) med guldmedalj både i stafettlöpning 4 x 100 meter och längdhopp och stående längdhopp vid tävlingar i Prag. Hon tog även silvermedalj i löpning 60 meter och höjdhopp.
1926 deltog hon i den andra ordinarie damolympiaden 27–29 augusti 1926 i Göteborg. Under idrottsspelen vann hon silvermedalj i stående längdhopp med 2,47 meter och bronsmedalj både i längdhopp med 5,28 meter och stafettlöpning 4 x 110 yards (med Smolová, Ludmila Sychrová, Štepánka Kucerová och Mária Vidláková).
Åren 1926–1929 blev hon mästare i längdhopp (1926, 1928, 1929), stående längdhopp (1926), höjdhopp (1926), löpning 60 meter (1926), 100 meter (1928), 200 meter (1928 och 1929) och stafettlöpning 4 x 100 meter (1926) och stafett 4 x 100 yards (1926). Hon tog även flera silver- och bronsplatser under mäaterskapen.1926 satte hon även tjeckoslovakiskt nationsrekord i stafettlöpning 4 x 100 meter med tiden 51,8 sekunder, 1930 förbättrade hon rekordet (landslaget/státní družstvo, med Kuzníková, Hřebřinová, Smolová och Krausová) med tiden 51.7 sekunder vid tävlingar 31 augusti i Prag.
1931 deltog Smolová vid den internationella tävlingen i friidrott för damer på Olimpiadi della Grazia 29-31 maj i Florens. Under tävlingen vann hon bronsmedalj i stafettlöpning 4 x 75 meter (med Anna Hrebrinova, Rudolfa Krausová, Zdena Smolová som tredje löpare och Anna Kuzniková) samt bronsmedalj i stafett 4 x 175 meter (med samma besättning). Hon tävlade även i löpning 60 m men blev utslagen under kvaltävlingarna.
Den 16 juli 1932 gifte hon sig med Bohuš Fleischer och drog sig tillbaka från tävlingslivet, paret fick 2 barn. Smolová dog 1964 i Bojkovice.